# Río Pichis
Der Río Pichis ist der etwa 145 km (einschließlich Quellflüssen: ca. 305 km) lange rechte Quellfluss des Río Pachitea im östlichen Zentral-Peru in der Provinz Oxapampa (Region Pasco). Am Flusslauf lebt das indigene Volk der Asháninka.

## Flusslauf
Der Río Pichis entsteht 12,5 km südöstlich der Stadt Puerto Bermúdez auf einer Höhe von etwa 250 m am Zusammenfluss von Río Nazaratequi (links, ca. 75 km lang) und Río Neguachi (rechts, ca. 115 km, mit Quellflüssen: 160 km). Der Río Pichis fließt in überwiegend nördlicher Richtung, wobei er größere und kleinere Flussschlingen aufweist. Bei Flusskilometer 132 trifft der Río Azupizu von Süden kommend linksseitig auf den Río Pichis. 10 km flussabwärts passiert der Río Pichis die am Westufer gelegene Stadt Puerto Bermúdez. Bei Flusskilometer 93 mündet der Río Anacayali rechtsseitig in den Río Pichis. Bei Flusskilometer 50 trifft der Río Apurucayalí von Osten kommend auf den Río Pichis. Entlang dem Flusslauf liegen mehrere kleinere Siedlungen. Der Río Pichis vereinigt sich schließlich 11 km ostsüdöstlich der Stadt Ciudad Constitución auf einer Höhe von 216 m mit dem von Osten heranströmenden Río Palcazú zum Río Pachitea. Die Nationalstraße 5N von Ciudad Constitución nach Puerto Bermúdez verläuft in Nord-Süd-Richtung im Abstand von ungefähr 5 km westlich des Flusslaufs.

## Einzugsgebiet
Das ca. 10.200 km² große Einzugsgebiet des Río Pichis liegt in der vorandinen Zone. Es befindet sich in den Distrikten Puerto Bermúdez und Constitución der Provinz Oxapampa. Die Verwaltungsgrenze zu den Nachbarprovinzen orientiert sich an der Wasserscheide. Das Einzugsgebiet wird im Westen und im Süden von den Höhenrücken der Cordillera San Matías und der Cordillera San Carlos sowie im Osten vom Sira-Gebirge (Cordillera El Sira) umschlossen. Das Einzugsgebiet des Río Pichis grenzt im Westen an das des Río Palcazú, im Süden und Osten an das des Río Ucayali.